# Декрет о развитии цифровой экономики
Декрет № 8 «О развитии цифровой экономики» — правовой акт в Беларуси, включающий меры либерализации условий ведения предпринимательской деятельности в сфере информационных технологий и цифровой экономики. Декрет № 8 был подписан президентом Республики Беларусь Александром Лукашенко 21 декабря 2017 года. Проект декрета был разработан в Парке высоких технологий при сотрудничестве администрации президента и представителей ведущих компаний белорусского IT. Декрет ориентирован на снятие бюрократических препятствий к ведению бизнеса, он установил специальный правовой режим для компаний-резидентов ПВТ и представил ряд юридических новаций, введя отдельные институты английского права. Вступив в силу 28 марта 2018 года, декрет № 8 сделал Беларусь первой в мире страной, узаконившей смарт-контракты и криптовалюты. В результате его принятия к 2020 году число компаний-резидентов ПВТ выросло на 600, а экспорт IT-технологий из Беларуси за 2020-й превысил $3 млрд.

## История
В начале 2017 года белорусское IT-сообщество активно обсуждало перспективы развития отрасли и возможность поддержки технологических компаний через Парк высоких технологий. Признавая его важный вклад в развитие экономики страны, критики отмечали, что существовавшая модель работы создавала условия для роста разработки программного обеспечения на заказ и IТ-аутсорсинга, но не способствовала развитию компаний, которые занимались бы разработкой собственных программных продуктов. Для развития белорусских стартапов недоставало системы и нормативно-правовой базы венчурного финансирования, а разработка для иностранных компаний, по мнению участников рынка, не создавала перспектив для стремительного роста.
Параллельно с обсуждениями в профессиональном сообществе в январе 2017 года на закрытом совещании в Администрации президента Республики Беларусь было принято решение о разработке плана развития IT-отрасли. План включал новые меры поддержки белорусских IT-компаний и внедрение информационных технологий на государственных предприятиях. Работу над планом поручили Всеволоду Янчевскому, руководителю главного идеологического управления президентской администрации и куратору направления обеспечения государственной политики в сферах информатизации и высоких технологий, известному своими либеральными взглядами. 2 марта 2017 года президент Беларуси Александр Лукашенко неожиданно отправил в отставку бессменного главу Парка высоких технологий Валерия Цепкало. Уже 13 марта 2017 Лукашенко посетил ПВТ и на встреча с лидерами IT-компаний Беларуси обсудил идею создания Совета по развитию информационных технологий, который мог бы объединить представителей профильных ведомств, бизнесменов и инвесторов. Спустя два дня, 15 марта 2017 года Лукашенко назначил Всеволода Янчевского новым руководителем ПВТ. Уже 21 апреля, в ежегодном Послании к парламенту и белорусскому народу президент Беларуси Александр Лукашенко поручил разработать новый декрет о Парке высоких технологий, который позволил бы привлечь в страну международные компании, занятые в наиболее перспективных областях — разработке беспилотного транспорта, искусственного интеллекта, блокчейна, цифровых валют.
Для разработки документа администрация Парка высоких технологий создала специальную рабочую группу, в которую вошли представители IT-отрасли и экспертного сообщества. Юридические аспекты документа прорабатывал белорусский юрист Денис Алейников. Алейников сформулировал юридическую концепцию смарт-контракта как нового способа заключения договоров, а также предложил белорусские аналоги популярных институтов «английского права» для развития сферы венчурного финансирования. Впервые концепция декрета, названного в IT-сообществе «Декретом о ПВТ 2.0», была опубликована рядом изданий в июле 2017 года и широко обсуждалась участниками рынка и экономистами в течение лета. В сентябре проект был представлен на рассмотрение президенту в составе пакета либеральных реформ законодательства о предпринимательской деятельности. К началу декабря документ, официально названный декретом № 8 «О развитии цифровой экономики», был согласован всеми уполномоченными государственными органами и вновь внесён на рассмотрение президента. Декрет № 8 был подписан президентом Лукашенко 21 декабря 2017 года и вступил в силу 28 марта 2018 года.

## Основные положения
Положения Декрета № 8 «О развитии цифровой экономики» включают:
- Продление срока действия специального правового режима Парка высоких технологий до 1 января 2049 года и расширение списка направлений деятельности компаний-резидентов. По новым правилам резидентами смогут стать компании-разработчики решений на основе блокчейна, разработчики систем машинного обучения на основе искусственных нейронных сетей, компании из медицинской и биотехнологической отраслей, разработчики беспилотного транспорта, а также разработчики и издатели программного обеспечения. Перечень перспективных областей неограничен и может быть расширен по решению наблюдательного совета.
- Сохранение существующих льгот для компаний-резидентов Парка высоких технологий, включая отмену налога на прибыль (вместо которого применяется взнос в 1 % от валовой выручки в пользу администрации парка), сниженную до 9 % ставку подоходного налога и расчёт взносов в Фонд социальной защиты населения по среднему по стране, а не фактической зарплате.
- Освобождение иностранных компаний, оказывающих маркетинговые, рекламные, консультационные и иные услуги резидентам Парка высоких технологий от уплаты налога на добавленную стоимость, а также от уплаты налога на доходы. Это позволяет белорусским компаниям эффективнее продвигать свои IT-продукты на международных рынках. Для стимулирования инвестиций декрет также освобождает иностранные компании от налога на доходы от отчуждения акций, долей в уставном капитале и паёв в имуществе резидентов Парка высоких технологий (при условии непрерывного владения ими не менее 365 дней).
- Введение для резидентов Парка высоких технологий отдельных институтов английского права, что позволяет заключать опционные договоры, договоры конвертируемого займа, соглашения о неконкуренции[англ.] с работниками, соглашения с ответственностью за переманивание сотрудников, безотзывные доверенности и другие распространённые в международной практике документы.
- Упрощение валютных операций для резидентов ПВТ, включая уведомительный порядок проведения валютных операций, отмену обязательной письменной формы внешнеторговых сделок, введение подтверждения проведённых операций первичными документами, составленными в одностороннем порядке. Также декрет № 8 снимает для компаний-резидентов ограничения на операции с электронными деньгами и разрешает открытие счетов в иностранных банках и кредитно-финансовых организациях без получения разрешения Национального банка Республики Беларусь.
- Упрощение процедуры найма квалифицированных иностранных специалистов компаниями-резидентами ПВТ, включая отмену разрешения на наём, упрощённый порядок получения разрешения на работу, а также безвизовый режим для учредителей и работников компаний-резидентов со сроком непрерывного пребывания до 180 дней.
- Создание правовой основы для оборота криптовалют, что позволяет компаниям-резидентам ПВТ оказывать услуги по обмену криптовалют и привлекать финансирование посредством ICO. За юридическими лицами декрет закрепляет права создавать и размещать собственные токены, проводить операции через биржи и операторов обмена, физическим лицам даёт право заниматься майнингом, владеть токенами, приобретать и отчуждать их за белорусские рубли, иностранную валюту и электронные деньги, а также завещать их. До 1 января 2023 года выручка и прибыль от операций с токенами не облагались налогами. Для физических лиц приобретение и продажа токенов не считается предпринимательской деятельностью, а сами токены и доходы от них не подлежат декларированию. Все операции должны проводиться через компании-резиденты Парка высоких технологий.

## Обсуждение
Публикация тезисов из проекта «Декрета о ПВТ 2.0» в июне 2017 года получила положительный отклик участников IT-отрасли, но вызвала критику некоторых экономистов. Экономисты утверждали, что авторам проекта следовало сосредоточиться на реформе гражданского законодательства, что принесло бы пользу всем отраслям экономики. В ответ сторонники декрета аргументировали, что, не имея возможности реформировать все сферы, они сфокусировались на знакомой им IT-отрасли и препятствиях для её роста. По их мнению, снижение бюрократической нагрузки на IT-компании может послужить прецедентом для изменений в других секторах экономики, как это произошло с введением плоской шкалы подоходного налога и взносов в Фонд социальной защиты населения, которые сначала были применены в Парке высоких технологий в 2005 году, а затем повсеместно в 2009 году.
В марте 2021 года в декрет были внесены изменения, в том числе о продлении налоговых льгот для операций с токенизированными активами и криптовалютами до 1 января 2025 года. Также «содействие другим лицам в совершении и (или) исполнении операций с токенами » стало квалифицироваться как незаконная предпринимательская деятельность.

## Эффект и результаты
Декрет единогласно называли революционным эксперты из IT и экономического сектора. Коренным образом либерализовав условия работы компаний в IT сфере, он стал драйвером развития цифрового рынка в Беларуси и привёл к взрывному росту числа компаний-резидентов ПВТ и их выручки. В 2018 году в качестве резидентов к ПВТ присоединились почти 200 компаний (больше, чем за всю предыдущую 12-летнюю историю Парка высоких технологий). К декабрю 2018 года резидентами стали 454 компании, в апреле 2019 их число возросло до 505 На январь 2020 года резидентами ПВТ числилось 758 компаний с общим количеством сотрудников более 58 тысяч человек. В октябре 2020 число резидентов Парка достигло 969 компаний. В сфере криптовалют на 2024 год в Беларуси работали три собственные криптобиржи — Dzengi, Free2ex и Bynex, а также доступны Binance, Bybit и OKX.
Одним из важнейших эффектов декрета стало создание благоприятных условий для развития продуктовой модели. Если раньше компании-резиденты ПВТ преимущественно занимались аутсорсом, то со вступлением в силу положений декрета стали активно развивать собственное ПО. Экспорт IT-услуг за 2017—2019 годы вырос в 2,4 раза. Экспорт IТ-отрасли в первом полугодии 2018-го увеличился более чем на 40 % по сравнению с этим же периодом 2017 года. В 2019 году ИТ-сектор обеспечил половину прироста ВВП. Рост объёма производства за первое полугодие 2019 года составил 166 %, а общий экспорт услуг резидентов ПВТ за 2019 год превысил $2 млрд, а по итогам 2021-го — 3 млрд 250 млн долларов США.
Нормы декрета распространяются не только на резидентов ПВТ, но и на экономику Беларуси в целом. В 2018 году началось обсуждение возможных изменений и дополнений в Гражданский кодекс Беларуси, основанных на положениях декрета № 8.

## Критика
Одно из положений декрета № 8 позволяет нанимателям из ПВТ делать отчисления в Фонд социальной защиты населения исходя не из реального размера заработной платы работника (которая значительно превышает среднюю по стране), а из размера средней заработной платы по стране. В результате социальные выплаты (больничные, пенсии и пособия по инвалидности) выплачиваются работникам компаний-резидентов ПВТ также исходя из размера средней зарплаты по стране, а не их фактического дохода. Из-за этого многие сотрудники компаний-резидентов ПВТ предпочитают работать даже во время болезни и не уходить на больничный, так как это существенно снижает их доход.

## Комментарии
1. ↑  При этом с 1 января 2021 года в Налоговый кодекс Беларуси внесли норму об увеличении подоходного налога для работников сферы IT – его подняли с 9 % до 13 %, сравняв с общим для работников других отраслей[35].
2. ↑  т. е. подмена криптобирж и криптообменников
3. ↑  При открытии в 2006 году в нём зарегистрировалось 15 резидентов, на ноябрь 2017-го их было 192[45].